# FRBR

FRBR é a sigla para a denominação em inglês dos Requisitos Funcionais para Registros Bibliográficos (Functional Requirements for Bibliographic Records). É um modelo conceitual desenvolvido pela Federação Internacional de Associações e Instituições Bibliotecárias (IFLA) cujo objetivo é 
"estabelecer um marco de referência,  que forneça um entendimento claro, definido com precisão e compartilhado por todos sobre as informações que um registro bibliográfico deve fornecer e sobre o que se espera que seja obtido a partir de um registro bibliográfico em resposta às necessidades dos usuários."
Como é um modelo conceitual, não deve ser confundido com uma norma de catalogação nem com um modelo de dados; é um modelo entidade-relacionamento, embora a partir da influência de outros modelos, como CIDOC-CRM, uma variante também foi proposta como um modelo orientado a objeto — ver Orientação Orientada a Objetos e FRBRoo, distinguindo-se do modelo clássico FRBR pelo rótulo FRBRer.
Foi desenvolvido pela IFLA em 1997 e influenciou a nova versão do  'Anglo-American Cataloging Rules'  (AACR2) chamado Resource Description and Access (RDA), bem como  diversos outros modelos modelos semânticos, tais como o SchemaOrg/CreativeWork.